# Эгельрюд, Дженнифер
Дженнифер Эгельрюд (швед. Jennifer Egelryd; род. 25 июля 1990) — шведская футболистка, играющая на позиции нападающей. Она представляла шведские команды «Питео» и «Тюресо», последний отдавал её также в аренду в клубы «Аланд Юнайтед» и «Сириус».

## Клубная карьера
Эгельрид начала заниматься футболом в возрасте пяти лет в системе женского футбольного клуба «Тюресо».
Дженнифер Эгельрюд дебютировала за «Тюресо» в возрасте 19 лет в матче против «Юргордена» в апреле 2010 года. Свой первый гол за клуб она забила в мае того же года во время матча против АИКа, в котором «Тюресо» победил со счётом 2:0. Она закончила сезон 2010 года с 19 проведёнными матчами, с 13 выходами в стартовом составе и 3 голами. В сезоне 2011 года Эгельрюд провела в Дамалльсвенскане 13 матчей (в шести случаях выходя в стартовом составе), отыграв в общей сложности 546 минут. Она забила два гола: один во время матча против «Джитекса» 1 мая, в котором «Тюресо» выиграл 2:1, а другой — в победном (3:0) матче над «Юргорденом» 5 июня.
В 2012 году Эгельрюд провела лишь один матч за «Тюресо» и перешла на правах аренды в финский клуб «Аланд Юнайтед», за который она провела четыре матча и забила четыре гола. Она вернулась в том же сезоне 2012 года в «Тюресо», в котором она провела 29 матчей (два в стартовом составе) в Дамаллсвенскане.
Эгельрюд за «Тюресо» сыграла в сезоне 2013 года шесть матчей до того, как на правах аренды перешла в шведский «Сириус», выступавший тогда в Элитэттане. В ноябре 2013 года Эгельрюд согласилась подписать контракт с соперниками «Тюресо» в Дамаллсвенскане, клубом «Питео».

## Карьера в сборной
Дженнифер Эгельрюд представляла Швецию на различных молодёжных уровнях, включая команды девушек до 19, 20 и 23 лет. В 2009 году она помогла Швеции завоевать серебро на чемпионате Европы среди женщин до 19 лет 2009 года.